# Іньйо (округ, Каліфорнія)
Шаблон:StateAbbr_ 36°35′00″ пн. ш. 117°25′00″ зх. д. / 36.583333333333° пн. ш. 117.41666666667° зх. д.
Округ Іньйо (англ. Inyo County) — округ (графство) у штаті Каліфорнія, США. Ідентифікатор округу 06027.

## Історія
Округ утворений 1866 року.

## Демографія
За даними перепису
2000 року
загальне населення округу становило 17945 осіб, зокрема міського населення було 10359, а сільського — 7586.
Серед мешканців округу чоловіків було 8761, а жінок — 9184. В окрузі було 7703 домогосподарства, 4937 родин, які мешкали в 9042 будинках.
Середній розмір родини становив 2,88.
Віковий розподіл населення поданий у таблиці:
| Стать    | До 15 років | 15-21 | 22-29 | 30-39 | 40-49 | 50-65 | 65-85 | Понад 85 |
| -------- | ----------- | ----- | ----- | ----- | ----- | ----- | ----- | -------- |
| Чоловіки | 1790        | 772   | 511   | 989   | 1555  | 1659  | 1338  | 147      |
| Жінки    | 1715        | 752   | 518   | 1092  | 1524  | 1639  | 1676  | 268      |

## Виноски
1. ↑  U.S. Decennial Census. United States Census Bureau. Архів оригіналу за 26 квітня 2015. Процитовано 26 вересня 2015.
2. ↑  Historical Census Browser. University of Virginia Library. Архів оригіналу за 30 травня 2019. Процитовано 26 вересня 2015.
3. ↑  Forstall, Richard L., ред. (27 березня 1995). Population of Counties by Decennial Census: 1900 to 1990. United States Census Bureau. Архів оригіналу за 24 вересня 2015. Процитовано 26 вересня 2015.
4. ↑  Census 2000 PHC-T-4. Ranking Tables for Counties: 1990 and 2000 (PDF). United States Census Bureau. 2 квітня 2001. Архів (PDF) оригіналу за 18 грудня 2014. Процитовано 26 вересня 2015.
5. ↑  State & County QuickFacts. United States Census Bureau. Архів оригіналу за 11 липня 2011. Процитовано 4 квітня 2016. [Архівовано 2011-06-06 у Wayback Machine.](англ.) Наведено за англійською вікіпедією.
6. ↑  American FactFinder. Бюро перепису населення США. Архів оригіналу за 26 лютого 2012. Процитовано 31 січня 2008. [Архівовано 2008-05-21 у Wayback Machine.]